# Десница, Владан
Владан Десница (17 сентября 1905 — 4 марта 1967 года) — хорватский и сербский югославский писатель. Один из самых известных хорватских писателей второй половины XX века.

## Биография
Отец Владана, Урош Десница, происходил из известной сербской семьи из Оброваца, которая играла заметную роль в культурной и политической жизни Далмации XIX и XX веков, был потомком Стояна Янковича. Мать, Фани Десница, была из древней хорватской католической семьи Луковичей из Прчани (современная Черногория).
Десница учился в школе в Задаре, Сплите и Шибенике. Школьное образование завершил в 1924 году. Изучал философию и право в Загребе и Париже. После получения высшего образования в 1930-х годах работал в отцовской адвокатской конторе. Издал ежегодник Magazin sjeverne Dalmacije (1934). Впоследствии работал в прокуратуре Сплита. После Второй мировой войны переехал в Загреб.
С 1950-х годов — на творческой работе. Он писал стихи, рассказы и романы, как правило, про жизнь в городах и сёлах Северной Далмации. Его лучшей работой является роман «Весна Ивана Галеба» (хорв. Proljeća Ivana Galeba), опубликованный в 1957 году, в котором он от первого лица рассказывает о размышлениях интеллектуала, лежащего на больничной койке, о болезни и смертности.
Как и многие другие писатели, которые работали в Югославии, он относится как к хорватской, так и к сербской литературе.
Его тексты также использовались для съёмок фильма. В 1954 году он написал сценарий для «Концерта», одного из самых важных фильмов в истории югославского кино.
Владан Десница умер в Загребе. Он был похоронен в сербской православной церкви святого Георгия, рядом с замком Стояна Янковича в Ислам Грчки. Церковь была разрушена хорватскими военными в ходе операции «Масленица» в январе 1993 года. На его похоронах присутствовал сербский православный архиерей Николай, все ученики и преподаватели сербской православной семинарии монастыря Крка.

## Произведения
- Zimsko ljetovanje (Загреб, 1950)
- Olupine na suncu (Загреб, 1952)
- Proljeće u Badrovcu (Белград, 1955)
- Tu, odmah pored nas (Нови-Сад, 1956)
- Slijepac na žalu (Загреб, 1956)
- Proljeća Ivana Galeba (Сараево, 1957)
- O pojmovima «tipa» i «tipičnoga» i njihovoj neshodnosti na području estetike (Загреб, 1957)
- Fratar sa zelenom bradom (Загреб, 1959)
- Pronalazak Athanatika (1957)
- Izbor pripovjedaka (Загреб, 1966)
- Sabrana djela Vladana Desnice, I—IV (Загреб, 1975)